# Helianthus porteri
Helianthus porteri — вид квіткових рослин з родини айстрових (Asteraceae).

## Біоморфологічна характеристика
Однорічник 40–100 см заввишки. Стебла прямовисні, зазвичай рідко щетинисті. Листки переважно стеблові; протилежні (проксимальні) чи чергуються; листкові ніжки 0–0.2 см; листкові пластинки від вузько-ланцетних до лінійних, 5–11.5 × 0.15–1 см, краї цілі (часто ± війчасті проксимально); поверхні від щетинистих до майже голих, рідко вкраплені залозами. Квіткових голів 5+. Променеві квітки 7–8; пластинки (10)15–20 мм. Дискові квітки 30+; віночки 2.8–3.5 мм, частки жовті; пиляки темні. Ципсели 2.2–2.3 мм, слабо запушені (основи та верхівки). 2n = 34. Цвітіння: осінь

## Умови зростання
США (Алабама, Джорджія, Північна Кароліна, Південна Кароліна). Населяє відслонення граніту; 200–500+ метрів.